# Eastern Airways

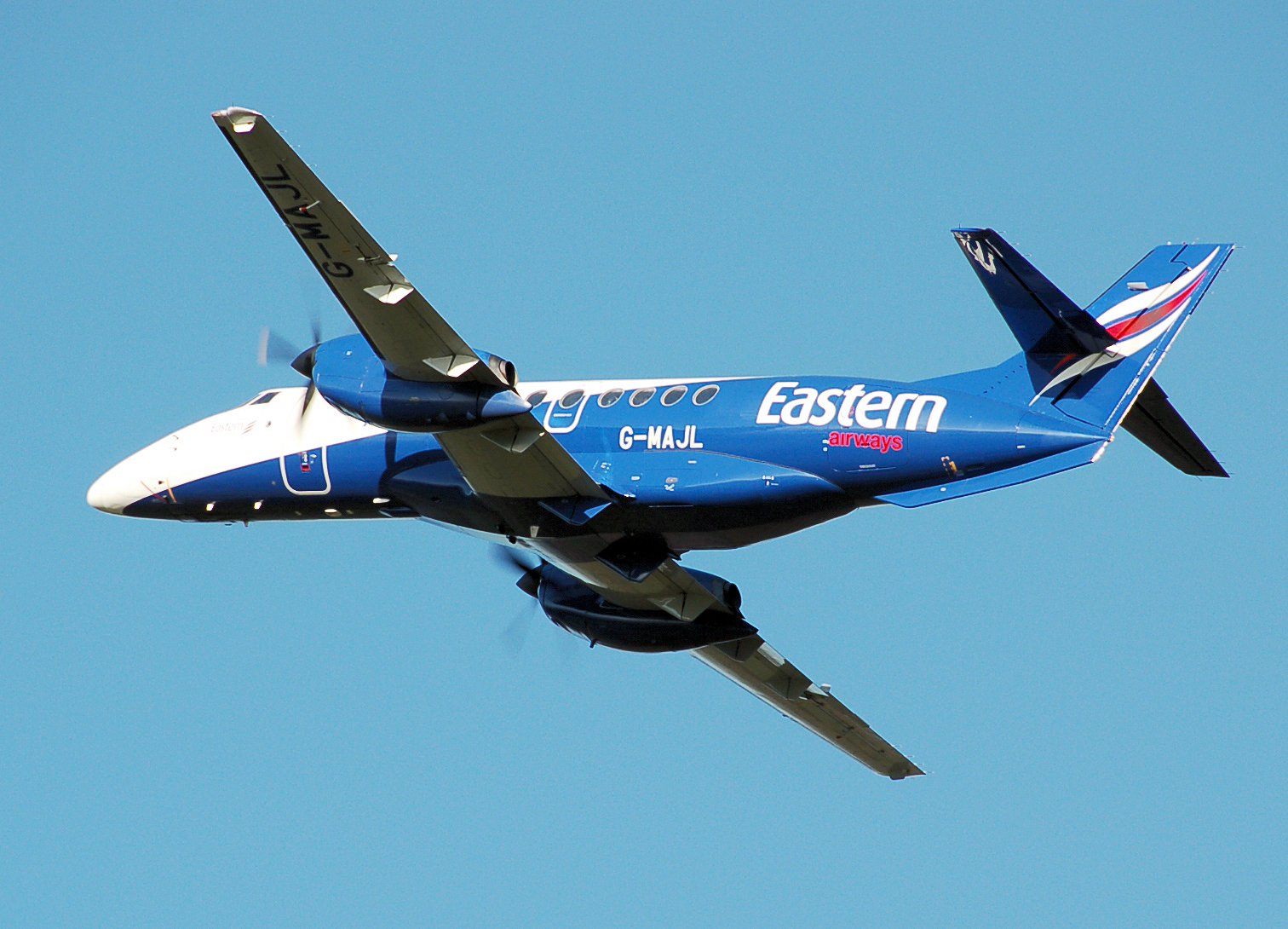
British Aerospace Jetstream 41 należący do linii Eastern Airways

Eastern Airways – brytyjska linia lotnicza z siedzibą w porcie lotniczym Humberside niedaleko Kingston upon Hull. Obsługuje głównie połączenia krajowe oraz międzynarodowe do Belgii i Norwegii. Jej głównym portem przesiadkowym jest port lotniczy Aberdeen oraz port lotniczy Newcastle.

## Flota
Według stanu na maj 2025 flota Eastern Airways składała się z 18 samolotów o średnim wieku 21,7 lat:
| Samolot          | Samolot | Samolot   | Liczba miejsc | Liczba miejsc | Uwagi                                    |
| Model            | Aktywne | Zamówione | E             | Łącznie       | Uwagi                                    |
| ---------------- | ------- | --------- | ------------- | ------------- | ---------------------------------------- |
| ATR 72           | 3       | -         | 70            | 70            |                                          |
| BAe Jetstream 41 | 9       | -         | 29            | 29            |                                          |
| Embraer ERJ-170  | 2       | -         | 76            | 76            |                                          |
| Embraer ERJ-190  | 4       | -         | 100           | 100           | 3 samoloty w leasingu dla KLM Cityhooper |
| Embraer ERJ-190  | 4       | -         | 106           | 106           | 3 samoloty w leasingu dla KLM Cityhooper |
| Embraer ERJ-190  | 4       | -         | 114           | 114           | 3 samoloty w leasingu dla KLM Cityhooper |
| Łącznie          | 18      | 0         |               |               |                                          |